# 那須宗一
那須 宗一（なす そういち、1914年3月9日 - 1990年9月10日）は、日本の社会学者。中央大学名誉教授。元淑徳大学学長。専門は、老人社会学、社会病理学、犯罪社会学。

## 来歴
和歌山県田辺市生まれ。1934年大阪府立浪速高等学校卒業。1937年東京帝国大学文学部社会学科卒業。1951年東洋大学文学部助教授、1953年中央大学文学部教授に就く。1958年中央大学文学部教授、1966年経済企画庁国民生活審議会委員、1972年東京都老人総合研究所副所長、日本老年学会理事、日本老年社会科学会会長。1984年中央大学を定年退職、名誉教授。淑徳大学学長。同学長在職中に逝去。

## 著書
- 老人世代論 老人福祉の理論と現状分析 芦書房 1962
- 定年 五十五歳の試練 日本経済新聞社 1972 日経新書
- 不老のすすめ 勁草書房 1976
- 60歳からの人生に自信がわく本 40歳過ぎたら夫も妻も考えよう 日本実業出版社 1984.4

## 共編著
- 犯罪社会学 橋本重三郎共編 川島書店 1968
- 老人扶養の研究 老人家族の社会学 湯沢雍彦共編 垣内出版 1970
- 老人と家族の社会学 増田光吉共編 垣内出版、1972
- 社会変動の病理学 学文社 1975
- 犯罪統制の近代化 ぎょうせい 1976
- ハンドブック老年学 長谷川和夫共編 岩崎学術出版社 1976
- 知りたい隣の国・中国 高麗義久共著 社会保険広報社 1980.1
- 家族病理の社会学 上子武次共編 培風館 1980.6
- 老人を動きやすくするためのケアを考える 社会生物学の視点から 入来正躬共編 垣内出版 1983.6
- 現代病理の社会学 学文社 1983.4
- 老年学事典 一番ヶ瀬康子ほか共編 ミネルヴァ書房 1989

## 翻訳
- 社会学 ハンス・フライヤア 阿閉吉男共訳 雄風館書房、1935　「社会学入門」と改題

## 参考
- 白門不老門 那須宗一先生追悼文集 横山実編 1991.9